# Petrorhagia saxifraga
Petrorhagia saxifraga es una especie de planta con flores de la familia Caryophyllaceae.

## Descripción
Delgada, erecta, glabra, perenne de hasta 45 cm aproximadamente, con hojas lineales de 1 cm de largo. Flores rosa pálido o blancas, normalmente solitarias en largos tallos foliosos, en una inflorescencia laxa. Pétalos mellados hasta 1 cm; cáliz con dientes oblongos romos. Florece a final de primavera y en verano.

## Distribución y hábitat
En el centro y sur de Europa.
Crece en lugares arenosos y secos, gravas y muros.